# Ivory (アダルトゲームブランド)
ivory（アイボリー）は、株式会社アイボリーのアダルトゲームのブランドである。
当初はスペースプロジェクトのブランド・JANIS名義で作品を制作していたが、後に独立した。2006年発売の『わんことくらそう』を最後に活動が見られず、そのまま解散したと思われる。また、ホームページも見れなくなっている。

## 作品リスト

### JANIS名義
- とらいあんぐるハートシリーズ
  - とらいあんぐるハート
  - とらいあんぐるハート2 さざなみ女子寮
  - とらいあんぐるハート ラブラブおもちゃ箱
  - とらいあんぐるハート3 〜Sweet Songs Forever〜
  - とらいあんぐるハート3 リリカルおもちゃ箱
  - とらいあんぐるハート1・2・3 DVD EDITION
- CANDY TOYS

### ivory名義
- 桜待坂Stories vol.1　発売日：2004/07/30

- せんせいがおしえてあげる 桜待坂Stories vol.2　発売日：2005/06/24

- わんことくらそう

## FUNNY PINK Live Voice Series
当ブランドから発売された、声による性的描写を含むドラマCDシリーズ。一部を除いて聞き手に語りかける形をとっており、感情移入しやすい作品となっている。人気シリーズとなった。Funny Pink Labelとも表記される。

### 通常シリーズ
- Vol.1 高冬 由衣　－アイタイ アナタ－ (声:永瀬江美弥)
- Vol.2 黒澤 りな　～ごしゅじんさまといっしょ!～ (声:木葉楓)
- Vol.3 玖堂 沙恵　－マツリノヨル－ (声:浅見ちほ)
- Vol.4 藤原由貴&倉橋愛梨　～いっしょがいいね～ (声:乃田あす実、草柳順子)
- Vol.5 幸村 小枝　～うたがきこえる～ (声:春瀬みき)
- Vol.6 綾守 沙也佳　～終わらないプレッジ～ (声:鎌田千歳)
- Vol.7 桜井ひなこ & 高瀬 遊　～ふたり教師～ (声:かわしまりの、吉川華生)

### 寝具特典
- 1-EX 由衣のクリスマスナイトストーリー

「由衣のクリスマス抱き枕カバー」に付属
- 2-EX りなのサマータイム・ダイアリー

「りなのお添い寝抱き枕」に付属

### 再版
- FunnyPink 1+1-EX

「Vol.1 高冬 由衣　－アイタイ アナタ－」と「1-EX 由衣のクリスマスナイトストーリー」を収録

### 桜待坂シリーズ
- Vol.1 永瀬 由紀乃&仲居 瀬奈
- Vol.2 せんせいがおしえてあげる　～サマータイム・ラプソディ～

「DISC1 昼の部」と「DISC2 夜の部」の2枚組